# Copa de la WSE femenina 2024-2025
La Copa de la WSE femenina 2024-2025 és la primera edició de la competició. Se celebra des del febrer fins al març de 2025 i és organitzada per la World Skate Europe. Hi participen vuit equips de les diferents lligues europees, dos dels quals procedents de la primera ronda de la Lliga de Campions de la WSE 2024-25. La competició es disputa en dues fases, la primera, en format d'eliminatòria directa a doble partit, i la segona, en format de final a quatre en una seu neutral. El guanyador del torneig és declarat campió de la Copa de la WSE 2024-25.

## Clubs participants
- RSC Cronenberg
- US Coutras RH
- ECU
- Escola Livre de Azeméis
- ACD Gulpilhares
- CS Noisy RS
- ASD Roller Matera
- Hockey Valdagno

## Competició

### Quadre de competició
|  | Quarts de final   | Quarts de final      | Quarts de final |                      |                 | Semifinals | Semifinals | Semifinals |  |  | Final | Final | Final |
|  |                   |                      |                 |                      |                 |            |            |            |  |  |       |       |       |
|  | 1 i 15 de febrer  |                      |                 |                      |                 |            |            |            |  |  |       |       |       |
|  |                   |                      |                 |                      |                 |            |            |            |  |  |       |       |       |
|  | ASD Roller Matera | 3                    | 1               |                      |                 |            |            |            |  |  |       |       |       |
|  | ASD Roller Matera | 3                    | 1               | 22 de març 15:00 UTC |                 |            |            |            |  |  |       |       |       |
|  | Escola Livre AZ   | 2                    | 6               |                      |                 |            |            |            |  |  |       |       |       |
|  | Escola Livre AZ   | 2                    | 6               | Escola Livre AZ      | Escola Livre AZ | 3          |            |            |  |  |       |       |       |
|  | 1 i 15 de febrer  |                      |                 | Escola Livre AZ      | Escola Livre AZ | 3          |            |            |  |  |       |       |       |
|  |                   | ACD Gulpilhares      | ACD Gulpilhares | 2                    |                 |            |            |            |  |  |       |       |       |
|  | ACD Gulpilhares   | ACD Gulpilhares      | ACD Gulpilhares | 2                    | 7               | 5          |            |            |  |  |       |       |       |
|  | ACD Gulpilhares   |                      |                 | 23 de març 15:00 UTC | 7               | 5          |            |            |  |  |       |       |       |
|  | RSC Cronenberg    | 3                    | 2               |                      |                 |            |            |            |  |  |       |       |       |
|  | RSC Cronenberg    | 3                    | 2               | Escola Livre AZ      | Escola Livre AZ | 6          |            |            |  |  |       |       |       |
|  | 1 i 15 de febrer  |                      |                 | Escola Livre AZ      | Escola Livre AZ | 6          |            |            |  |  |       |       |       |
|  |                   | Hockey Valdagno      | Hockey Valdagno | 0                    |                 |            |            |            |  |  |       |       |       |
|  | CS Noisy RS       | Hockey Valdagno      | Hockey Valdagno | 0                    | 2               | 3          |            |            |  |  |       |       |       |
|  | CS Noisy RS       | 22 de març 18:00 UTC |                 |                      | 2               | 3          |            |            |  |  |       |       |       |
|  | US Coutras RH     | 2                    | 6               |                      |                 |            |            |            |  |  |       |       |       |
|  | US Coutras RH     | 2                    | 6               | US Coutras RH        | US Coutras RH   | 2 (0)      |            |            |  |  |       |       |       |
|  | 1 i 15 de febrer  |                      |                 | US Coutras RH        | US Coutras RH   | 2 (0)      |            |            |  |  |       |       |       |
|  |                   | Hockey Valdagno      | Hockey Valdagno | 2 (1)                |                 |            |            |            |  |  |       |       |       |
|  | ECU               | Hockey Valdagno      | Hockey Valdagno | 2 (1)                | 1               | 0          |            |            |  |  |       |       |       |
|  | ECU               |                      |                 |                      | 1               | 0          |            |            |  |  |       |       |       |
|  | Hockey Valdagno   | 5                    | 8               |                      |                 |            |            |            |  |  |       |       |       |
|  | Hockey Valdagno   | 5                    | 8               |                      |                 |            |            |            |  |  |       |       |       |

Final a quatre
Semifinals

### Final
La final se celebrà el 23 de març al Pavilhão da Escola Livre de Azeméis d'Oliveira de Azeméis. Es proclamà campió l'equip local, l'Escola Livre de Azeméis, que guanyà per 6 a 0 al Hockey Valdagno. Destacà la jugadora xilena, Sofia Reyes, amb tres gols a la final. El club portuguès aconseguí el seu primer títol internacional.
| Escola Livre de Azeméis                           | 6‐0                 | Hockey Valdagno |
| ------------------------------------------------- | ------------------- | --------------- |
| Reyes 8', 29', 30' · Carmo 25', 41' · Moreira 40' | Estadístiques Resum |                 |

Pavilhão da Escola Livre de Azeméis, Oliveira de Azeméis
| Escola Livre de Azeméis | Hockey Valdagno |

| #              | Pos. | Nom               |    |
| -------------- | ---- | ----------------- | -- |
| 21             | POR  | Inés Freita       |    |
| 3              |      | Maria Diaz        |    |
| 4              |      | Ines Cardoso      |    |
| 7              |      | Sofia Reyes       |    |
| 9              |      | Andreia Moreira   | 6' |
| 33             |      | Helena Carreira   |    |
| 42             |      | Matilde Mesquita  |    |
| 43             |      | Ana Beatriz Carmo |    |
| 88             |      | Margarida Antonio |    |
| 10             | POR  | Letícia Oliveira  |    |
| Entrenador     |      |                   |    |
| Miguel Resende |      |                   |    |

| Campió de la Copa de la WSE 2024-25  |
| ------------------------------------ |
| Escola Livre de Azeméis Primer títol |

| #                   | Pos. | Nom                  |     |
| ------------------- | ---- | -------------------- | --- |
| 65                  | POR  | Sara Zarantonello    |     |
| 5                   |      | Elisabetta Lorenzato | 37' |
| 6                   |      | Marta Cerato         |     |
| 7                   |      | Chiara Cestonaro     |     |
| 9                   |      | Teresa Messora       |     |
| 24                  |      | Ludovica Rossetto    |     |
| 39                  |      | Giorgia Ferronato    |     |
| 76                  |      | Matilde Ghirardello  |     |
| 77                  |      | Anna Orsato          |     |
| 51                  | POR  | Niko Bonato          |     |
| Entrenador          |      |                      |     |
| Matteo Zarantonello |      |                      |     |